# Галкино (станция)
Га́лкино — станция Южно-Уральской железной дороги РЖД, расположена в микрорайоне Галкино города Кургана, Россия.

## Описание
Имеет 6 путей и 1 островную низкую прямую платформу.

## История
Железнодорожная линия построена в 1913 году.

## Пригородное сообщение
Осуществляется, большей частью, электропоездами и обслуживает северо-западное направление (от Кургана):
- - Шадринск (2 пары электропоездов в день).
  - Каменск-Уральский (2 пары электропоездов в день).
  - Екатеринбург (2 пары электропоездов в день).

## Пересадка на автобус
Пересадка  осуществляется на остановке Станция Галкино-2 на улице Мостостроителей на автобусы №№ 37, 307, 330, 360, 366, 381, 395, 403;